# Óli Johannesen
Óli Johannesen est un footballeur international féroïen, né le 6 mai 1972 à Tvøroyri. Il évolue au poste de défenseur.

## Biographie
Il obtient sa première sélection avec l'équipe des îles Féroé le 5 août 1992 face à l'Israël (1-1) en match amical. Son dernier avec la sélection féroïenne est le 6 juin 2007 face à l'Écosse (défaite 2-0) en match qualificatif pour l'Euro 2008. Entre 1992 et 2007, il a comptabilisé le nombre de 83 sélections faisant de lui le footballeur le plus capé de l'histoire de l'équipe des îles Féroé.
Durant ses 83 sélections, il a inscrit un seul but :
|    | Date            | Lieu                           | Adversaire | Score | Résultat | Compétition  |
| -- | --------------- | ------------------------------ | ---------- | ----- | -------- | ------------ |
| 1. | 24 février 1996 | Stade municipal, Pyla (Chypre) | Estonie    | 1 - 1 | 2 - 2    | Match amical |

## Palmarès

### Titres remportés en club
- B36 Tórshavn
  - Championnat des îles Féroé de football : 
    - Vainqueur (1) : 1997

- TB Tvøroyri
  - Championnat des îles Féroé de football D2 : 
    - Vainqueur (1) : 2004